# Croton pyrifolius
Espèce
Croton pyrifolius est une espèce de plantes à fleurs du genre Croton et de la famille des Euphorbiaceae, présente en Angola.
Il a pour synonyme :
- Oxydectes pyrifolia, (Müll.Arg.) Kuntze